# راسيل بوكانان
راسيل بوكانان (بالإنجليزية: Russell Buchanan)‏ هو عسكري أمريكي، ولد في 24 يناير 1900، وتوفي في 6 ديسمبر 2006 بسبب سكتة.